# Village-Neuf
Village-Neuf – miejscowość i gmina we Francji, w regionie Grand Est, w departamencie Górny Ren.
Według danych na rok 1990 gminę zamieszkiwało 2920 osób, a gęstość zaludnienia wynosiła 428 osób/km² (wśród 903 gmin Alzacji Village-Neuf plasuje się na 85. miejscu pod względem liczby ludności, natomiast pod względem powierzchni na miejscu 386.).